# Casa de Santo Domingo 627
La casa de Santo Domingo 627 es un inmueble ubicado en la calle Santo Domingo del centro de la ciudad de Santiago, Chile. Construida a mediados del siglo xviii, fue declarada monumento histórico, mediante el Decreto Supremo n.º 6006, del 10 de septiembre de 1981.

## Historia
Construida a mediados del siglo xviii fue la residencia de Rosario Puga desde 1818 hasta su muerte en 1854. Desde 1917 fue administrada por la congregación de la Hermandad de Dolores. Hasta 1999 funcionó en el lugar la Escuela Básica N° 23, para luego ser ocupada por la escuela de teatro La Olla.

## Descripción
De estilo colonial urbano, es una construcción de un piso y de fachada continua, organizada en torno a tres patios de servicios interiores. Presenta muros de adobe; tabiques, pisos y cielos de madera; y cubierta de tejas de arcilla.